# Pattara Piyapatrakitti
Pattara Piyapatrakitti, conosciuto anche come Punuwat Tangunurat (Sisaket, 6 novembre 1980) è un calciatore thailandese, portiere del PTT Rayong.

## Carriera

### Club
Comincia a giocare al Krung Thai Bank. Nel 2006 passa al Tiền Giang. Nel 2007 si trasferisce al Rattana Bundit. Nel 2008 viene acquistato dal Buriram PEA. Nel 2009 si trasferisce al Port. Nel 2011 passa al Police Utd. Nel 2015 viene acquistato dal Pattaya Utd. Nel 2016 si trasferisce allo Jumpasri United. Nel 2017 passa al Chiangrai Utd. Il 7 dicembre 2017 viene acquistato dal PTT Rayong.

### Nazionale
Ha debuttato in Nazionale il 10 giugno 2000, nell'amichevole Thailandia-Qatar (2-3). Ha partecipato, con la Nazionale, alla Coppa d'Asia 2004. Ha collezionato in totale, con la maglia della Nazionale, 3 presenze e 7 reti subite.